# Магдалена Бранденбурзька (ландграфиня Гессен-Дармштадтська)
Магдалена Бранденбурзька (нім. Magdalena von Brandenburg, 7 січня 1582 — 4 травня 1616) — принцеса Бранденбурзька з династії Гогенцеллернів, донька курфюрста Бранденбургу Йоганна Георга та Єлизавети Ангальт-Цербстської, дружина ландграфа Гессен-Дармштадту Людвіга V.

## Життєпис
Магдалена народилась 7 січня 1582 року у Берліні. Вона була першою донькою і другою дитиною у шлюбі курфюрста Бранденбургу Йоганна Георга та його третьої дружини Єлизавети Ангальт-Цербстської. Старшим був син Крістіан.
У 16 років Магдалена пошлюбилася із 21-річним ландграфом Гессен-Дармштадту Людвігом V, з яким познайомилася за рік до цього. Весілля відбулося у червні 1598 року в Берліні. У подружжя народилося дванадцятеро дітей
Для Гессенської бібліотеки ландграфиня залишила близько 200 книг богословського та історичного змісту.
Померла досить молодою. Похована у Stadtkirche Дармштадту. Смерть дружини так вразила Людвіга, що він вирушив у паломництво на Святу Землю, де і перебував протягом 1618—1619 років. Така поведінка призвело до підозр відносно його бажання перейти у католицтво.

## Родина

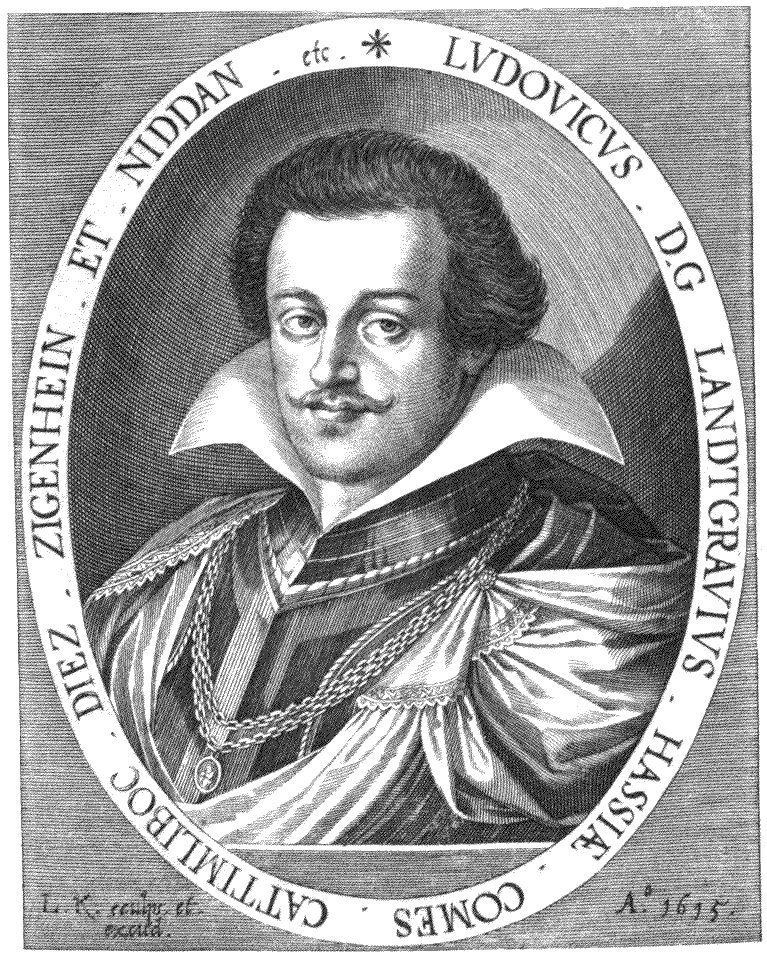
Людвіг V

Чоловік —  Людвіг V (ландграф Гессен-Дармштадтський)
Діти:
- Єлизавета Магдалена (1600—1624) —  одружена з герцогом Вюртембег-Мьомпельгард Людвігом Фрідріхом, мала двох синів та доньку.
- Анна Елеонора (1601—1659) —  одружена з герцогом Брауншвейг-Каленберзьким Георгом, мала семеро дітей;
- Марія (1602—1610) —  померла в дитинстві;
- Софія Агнеса (1604—1664) —  одружена із пфальцграфом Зульцбах-Гіпольштайн, мала семеро дітей;
- Георг (1605—1661) — наступний ландграф Гессен-Дармштадтський, був одружений із Софією Елеонорою Саксонською, мав численних нащадків;
- Юліана (1606—1659) —  одружена із графом Східної Фризії Ульріхом II, народила трьох синів;
- Амалія (1607—1627) —  померла молодою;
- Йоганн — ландграф Гессен-Браубахський, був одружений із Йоганетою Зайн-Вітґенштайн-Альтенкірхен, дітей не було;
- Генріх (1612–1629) —  помер у 17 років;
- Ядвіґа (1613–1614) —  померла немовлям;
- Людвіг (12—16 вересня 1614) — помер після народження;
- Фрідріх — кардинал римо-католицької церкви, князь-єпископ Бреслау.